# FiberCore Europe
FiberCore Europe is een bedrijf dat dragende constructies maakt van vezelversterkte kunststof, ook wel composiet genoemd. Het bedrijf is gevestigd in Rotterdam. Het bedrijf maakt toepassingen voor fietsbruggen, (zwaar)verkeersbruggen en sluisdeuren. Er werken circa 50 mensen.

## Geschiedenis
Het bedrijf werd opgericht door Ir. Jan Peeters , eigenaar van een ingenieursbureau Composieten Team, dat zich vooral richtte op toepassingen van composiet. Voordien was Peeters ruim tien jaar werkzaam geweest als onderzoeker bij TNO. Hij ontwikkelde en bouwde in 1995, samen met de Bouwdienst van Rijkswaterstaat, de eerste voor publiek toegankelijke composietbrug van Europa, de Koegelwieck, in Harlingen. Hij voorzag dat er meer vraag en interesse zou komen naar dit soort bruggen en richtte hiertoe in 2008 een nieuw bedrijf op, samen met zakenpartner Simon de Jong. 
De naam werd FiberCore Europe en het bedrijf vestigde zich aan de Waalhaven in Rotterdam. Vanuit deze locatie heeft het bedrijf de eerste volledig composieten bruggen in Nederland gemaakt, in opdracht van Rijkswaterstaat, gemeenten en provincies. 
In 2014 verhuisde het bedrijf naar de Oostdijk te Rotterdam.

## Technologie
Het bedrijf stoelt haar producten op de door het bedrijf zelf ontwikkelde en gepatenteerde technologie waarmee het mogelijk is om zwaar te belasten dragende constructies van composiet te maken waardoor omdat deze een oplossing biedt voor het delaminatierisico bij klassieke sandwichconstructies. Composiet blijkt bovendien minder onderhoud te vergen hetgeen kostenbesparend is.

## Bekende Bouwprojecten
- De Hoofdbrug te Oosterwolde [2]
- Sluisdeuren voor het vaartraject Erica - Ter Apel. [3]
- Sluisdeuren voor het het Wilhelminakanaal in Tilburg [4] [5]
- De voetgangersbruggen, de zg Canadabruggen,  in het Belgische Brugge [6]
- De Brug over de Rond-Om in Gemert
- Biobrug in de Eendragtspolder te Zevenhuizen (Zuid-Holland) (In samenwerking met DSM)